# تتا ارابه‌ران
تتا ارابه‌ران یک ستاره است که در صورت فلکی ارابه‌ران قرار دارد.